# Yusuke Kawagishi
Yusuke Kawagishi (川岸 祐輔 Kawagishi Yusuke?, nacido el 26 de mayo de 1992 en Gunma) es un futbolista japonés que se desempeña como defensa.

## Trayectoria

### Clubes
| Club                | País  | Año    |
| ------------------- | ----- | ------ |
| Thespakusatsu Gunma | Japón | 2015 - |

## Estadística de carrera

### J. League
| Club                | Año   | J. League | J. League | Copa J. League | Copa J. League | Total | Total |
| Club                | Año   | Part.     | Goles     | Part.          | Goles          | Part. | Goles |
| ------------------- | ----- | --------- | --------- | -------------- | -------------- | ----- | ----- |
| Thespakusatsu Gunma | 2015  | 4         | 0         | -              | -              | 4     | 0     |
| Thespakusatsu Gunma | 2016  | 15        | 0         | -              | -              | 15    | 0     |
| Thespakusatsu Gunma | 2017  | 14        | 0         | -              | -              | 14    | 0     |
| Total               | Total | 33        | 0         | 0              | 0              | 33    | 0     |